# Thomas Willis
Thomas Willis (27. ledna 1621 Great Bedwyn – 11. listopadu 1675 Londýn) byl anglický lékař, který sehrál důležitou roli ve vývoji anatomie, neurologie a psychiatrie. Byl průkopníkem ve výzkumu anatomie mozku, nervové soustavy a svalů. Jeho nejpozoruhodnějším objevem je Willisův okruh v mozku. V jeho práci Cerebri anatome z roku 1664 byl prvně v historii užit pojem neurologie. V roce 1667 publikoval Pathologicae cerebri, et nervosi generis specimen, důležitou práci o patologii a neurofyziologii mozku. V ní rozvinul novou teorii o příčině epilepsie a dalších křečovitých onemocnění a přispěl tak k rozvoji psychiatrie. Od roku 1660 až do své smrti byl profesorem přírodní filozofie na Oxfordské univerzitě. Byl rovněž zakládajícím členem Královské společnosti. Ve 40. letech 16. století byl jedním z lékařů krále Karla I. K jeho pacientům patřila i filozofka Anne Conwayová, jíž však přes veškerou snahu nedokázal ulevit od urputných bolestí hlavy. Jeho bezradnost při pokusech reálně pomoci pacientům s bolestí hlavy ho vedla až ke kuriózním řešením, když kupříkladu doporučoval bít takové pacienty klackem do hlavy. V letech anglické občanské války byl jako přesvědčený royalista parlamentními silami zbaven rodinné farmy v North Hinksey. Patřili mezi lékaře, kteří se podíleli na léčbě Anne Greeneové, ženy, která přežila své vlastní oběšení a byla omilostněna, protože její přežití bylo všeobecně považováno za akt božího zásahu. O této události se široce psalo a pomohla získat Willisovi reputaci.